# Essex House

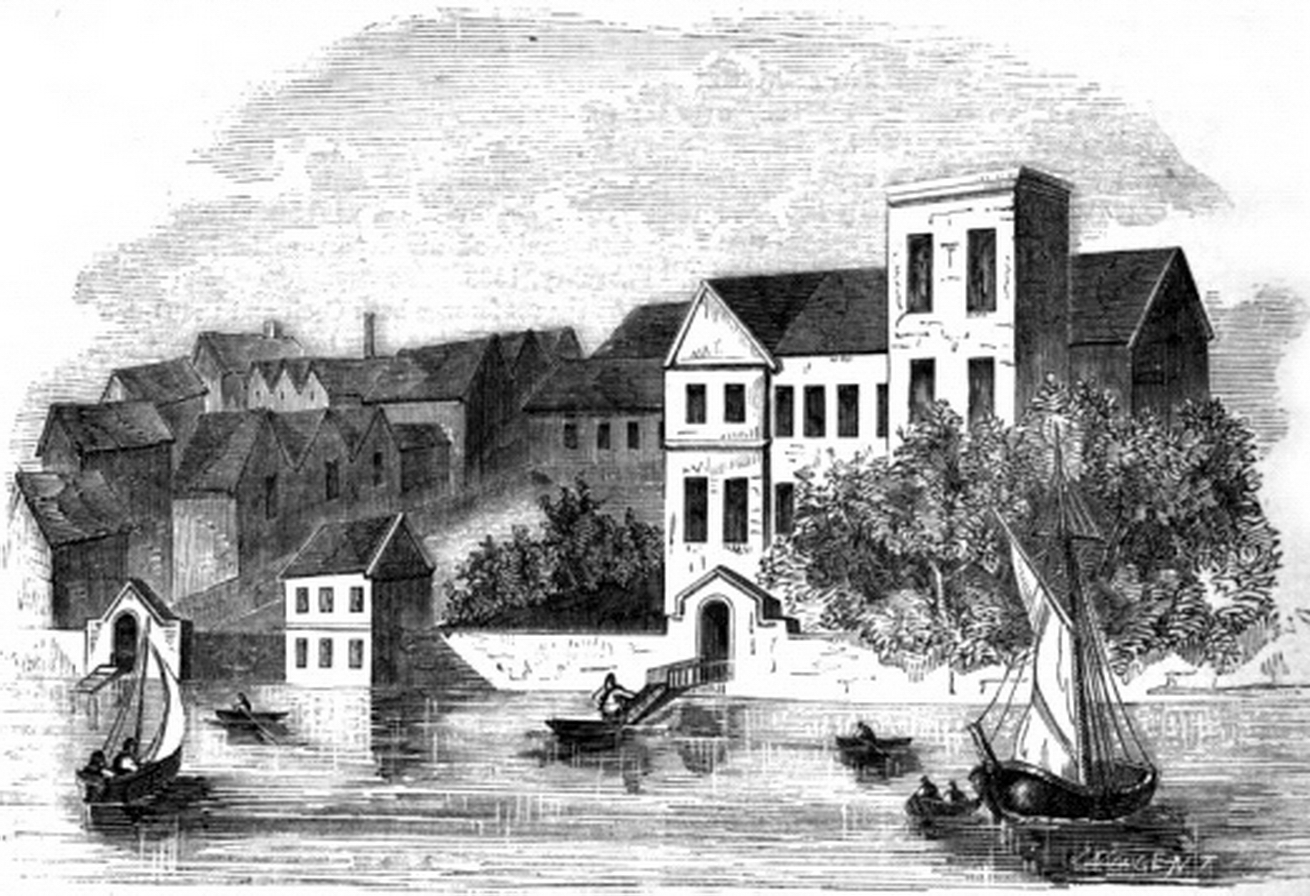
Essex House, vista do Rio Tâmisa, depois de maior parte dela ter sido destruída.

Essex House foi um palácio de Londres, construído por volta de 1575 para Robert Dudley, 1º Conde de Leicester, e originalmente chamado de Leicester House.
A propriedade ocupava o lugar onde se erguia previamente o Templo Exterior (Outer Temple), parte do quartel-general londrino dos Cavaleiros Templários, e ficava imediatamente adjavente ao Templo Médio (Middle Temple), um dos quatro colégios profissionais de advogados (Inns of Court) de então.
O palácio, voltado directamente para a Strand, foi renomeada como Essex House depois de ser herdada por Robert Devereux, 2º Conde de Essex, em 1588. O edifício tinha uma dimensão considerável; em 1590 foi registado como tendo 42 quartos, mais uma galeria de pintura, cozinhas, anexos, uma suite para banquetes e uma capela.
A mãe de Robert Devereux, Lettice Knollys, arrendou o palácio durante algum tempo, mas acabou por se mudar para ali mais tarde com o seu novo marido, Sir Christopher Blount, assim como com o seu filho e a sua família. Depois das execuções de Blount e Essex, continuou a viver ali até à sua morte, arrendando parte do edifício a James Hay, 1º Conde de Carlisle.
De seguida, Essex House tornou-se propriedade de Robert Devereux, 3º Conde de Essex, que arrendou uma parte ao seu cunhado, William Seymour, 1º Marquês de Hertford. Após a Guerra Civil Inglesa, a família perdeu a propriedade devido às suas dívidas. Depois da Restauração e da morte de William Seymour, o palácio foi habitado durante algum tempo por Sir Orlando Bridgeman. Quando a Duquesa de Somerset faleceu, em 1674, deixou Essex House à sua neta, cujo marido, Sir Thomas Thynne, vendeu juntamente com as terras e propriedades adjacentes.
A parte principal do palácio foi demolida algures entre 1674 e 1679. A Essex Street foi rasgada numa parte do lugar.